# Barrio de las Letras
 (février 2024).
La mise en forme du texte ne suit pas les recommandations de Wikipédia : il faut le « wikifier ».
Les points d'amélioration suivants sont les cas les plus fréquents. Le détail des points à revoir est peut-être précisé sur la page de discussion.
- Les titres sont pré-formatés par le logiciel. Ils ne sont ni en capitales, ni en gras.
- Le texte ne doit pas être écrit en capitales (les noms de famille non plus), ni en gras, ni en italique, ni en « petit »…
- Le gras n'est utilisé que pour surligner le titre de l'article dans l'introduction, une seule fois.
- L'italique est rarement utilisé : mots en langue étrangère, titres d'œuvres, noms de bateaux, etc.
- Les citations ne sont pas en italique mais en corps de texte normal. Elles sont entourées par des guillemets français : « et ».
- Les listes à puces sont à éviter, des paragraphes rédigés étant largement préférés. Les tableaux sont à réserver à la présentation de données structurées (résultats, etc.).
- Les appels de note de bas de page (petits chiffres en exposant, introduits par l'outil «  Source ») sont à placer entre la fin de phrase et le point final[comme ça].
- Les liens internes (vers d'autres articles de Wikipédia) sont à choisir avec parcimonie. Créez des liens vers des articles approfondissant le sujet. Les termes génériques sans rapport avec le sujet sont à éviter, ainsi que les répétitions de liens vers un même terme.
- Les liens externes sont à placer uniquement dans une section « Liens externes », à la fin de l'article. Ces liens sont à choisir avec parcimonie suivant les règles définies. Si un lien sert de source à l'article, son insertion dans le texte est à faire par les notes de bas de page.
- La présentation des références doit suivre les conventions bibliographiques. Il est recommandé d'utiliser les modèles {{Ouvrage}}, {{Chapitre}}, {{Article}}, {{Lien web}} et/ou {{Bibliographie}}. Le mode d'édition visuel peut mettre en forme automatiquement les références.
- Insérer une infobox (cadre d'informations à droite) n'est pas obligatoire pour parachever la mise en page.

Pour une aide détaillée, merci de consulter Aide:Wikification.
Si vous pensez que ces points ont été résolus, vous pouvez retirer ce bandeau et améliorer la mise en forme d'un autre article.
 (février 2024).
Si vous disposez d'ouvrages ou d'articles de référence ou si vous connaissez des sites web de qualité traitant du thème abordé ici, merci de compléter l'article en donnant les références utiles à sa vérifiabilité et en les liant à la section « Notes et références ».
 (février 2024).
Le contenu est difficilement compréhensible vu les erreurs de traduction, qui sont peut-être dues à l'utilisation d'un logiciel de traduction automatique.

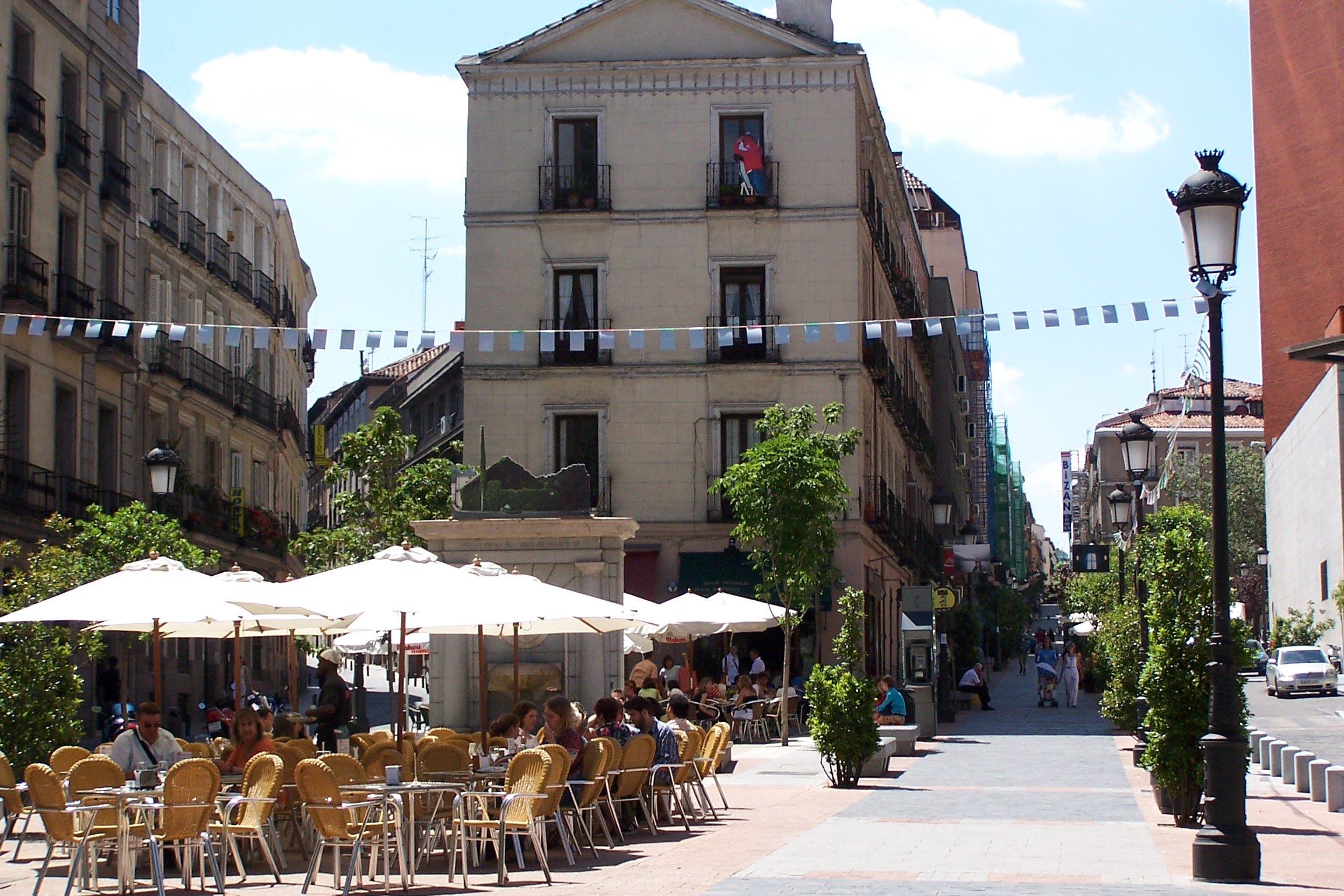
Confluencia De les taises Vergers et Moratín avec la promenade du Pré.

Le Barrio de las Letras (également connu sous le nom de Barrio de los Literatos et Barrio de las Musas) est un quartier de la ville de Madrid, situé dans le quartier de Gaveta de Cortes, dans le quartier Centro de la capitale. La zone est délimitée, à l’ouest, par la Calle de la Cruz et la Plaza de Jacinto Benavente ; à l’est, le long du Paseo del Prado ; au nord, le long de la Carrera de San Jerónimo ; et, au sud, le long de la rue Atocha. Certaines de ses rues les plus emblématiques sont la rue de las Huertas, la rue del Prado, la rue d’Echegaray, la Plaza del Ángel et la Plaza Santa Ana.

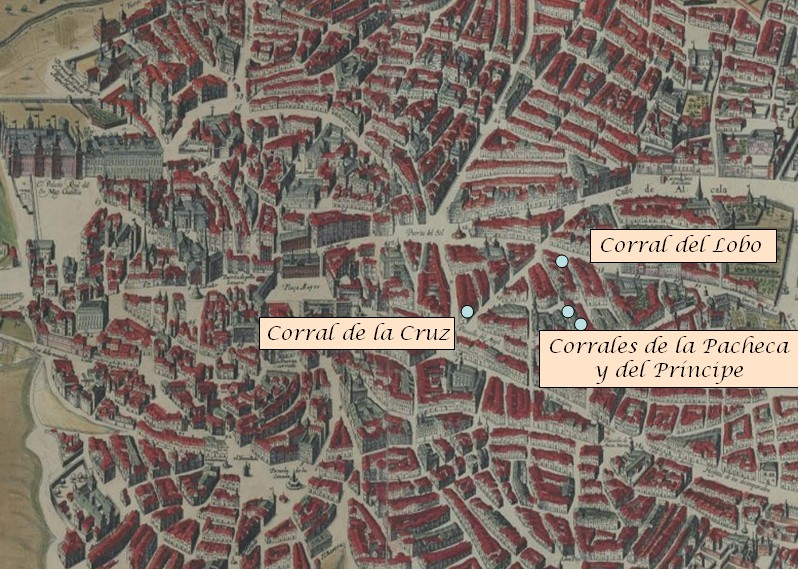
Emplacement approché des anciens corrales de comédies de Madrid dans le plan de Frederic de Wit et Antonio Marcelli, vers 1622-1635.

Il doit son nom à l’activité littéraire développée tout au long des xvie et xviie siècles. Certains des écrivains les plus éminents du Siècle d’or espagnol ont élu domicile dans cette région, tels que Miguel de Cervantes, Quevedo, Góngora (qui vivait dans la même maison que son antagoniste littéraire, Quevedo), ou Lope de Vega et son idolâtrée Marta de Nevares. Avec ces protagonistes et dans ce cadre, les premiers corrals de comédies madrilènes ont été installés, deux d’entre eux, le Cruz et le Príncipe, des colisées importants dans les siècles suivants.Il y avait aussi de l’espace et de la place dans le Mentidero de los Cómicos (ou de los Representantes), dans ce qui était alors la Calle del Mentidero et plus tard la Calle del León, où les compagnies et les pièces à jouer dans les corrales de comedias susmentionnées étaient engagées. Précisément, à l’angle de la rue del Mentidero et de la rue de Francos, un Cervantes pauvre vivait de loyer et mourait, qui vivait auparavant dans au moins trois autres maisons de ce même quartier.
Bien que la plupart des bâtiments conservés aient été construits à la fin du XIXe siècle et au début du xxe siècle, la maison-musée Lope de Vega, où l’écrivain a vécu entre 1610 et 1635 (monument historique et artistique depuis 1935 et ouvert au public en tant que maison-musée), a survécu de l’âge d’or ; le couvent de San Ildefonso de las Trinitarias Descalzas, où Cervantes a été enterré ; et l’église de San Sebastián.
Au numéro 87 de la rue Atocha, l’une des rues qui bordent le quartier, se trouvait l’imprimerie de Juan de la Cuesta, où fut réalisée l’édition princière de la première partie de Don Quichotte de La Manche (1604), considéré comme le chef-d’œuvre de la littérature espagnole.

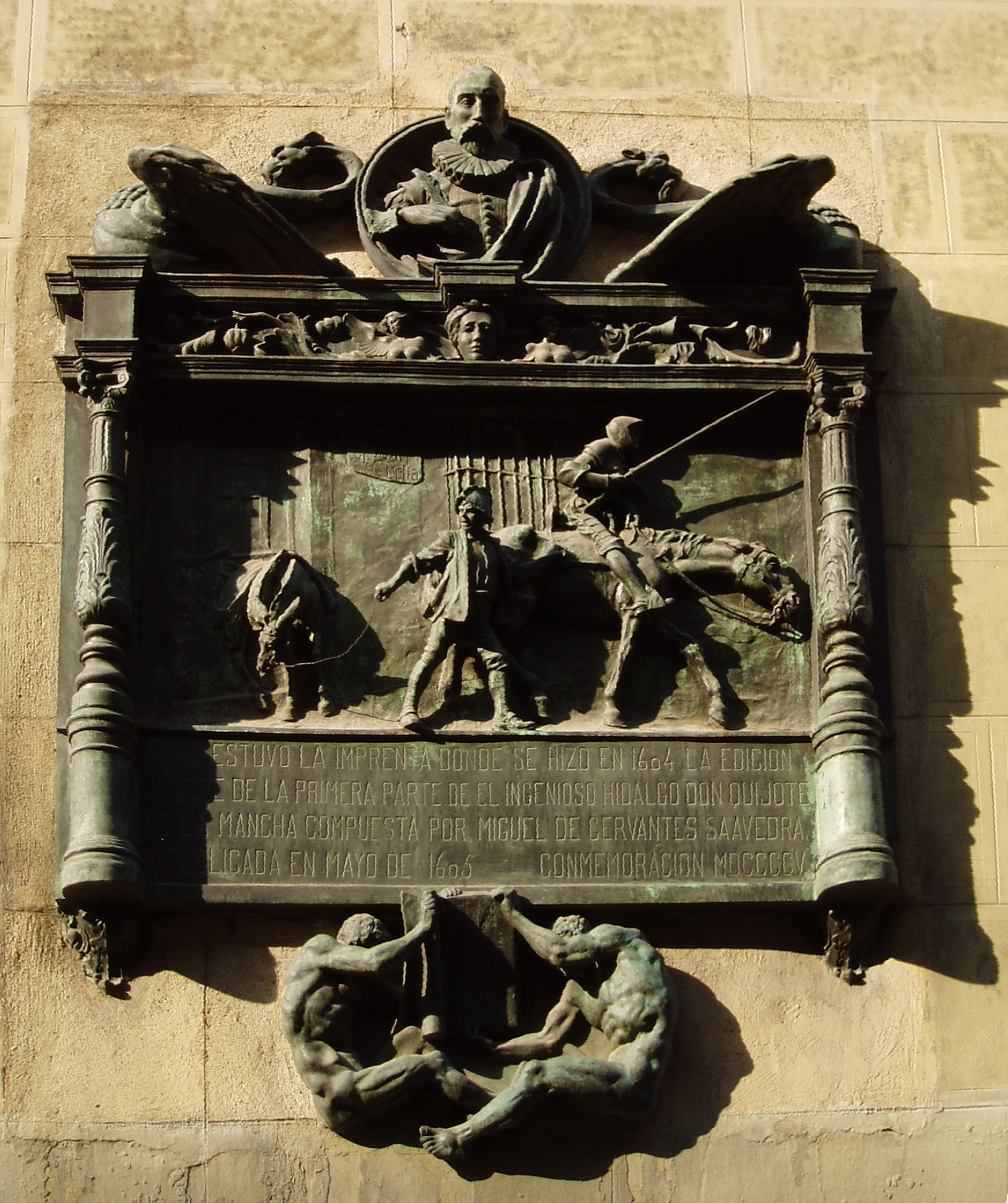
Plaque commémorative de l'édition prince de Monsieur Quichotte de La Tache, située dans le lieu où a été l'imprimerie de Juan de la Côte.

Le palais du comte de Tepa, l’Académie royale d’histoire et la Chambre de commerce et d’industrie de Madrid appartiennent au xviiie siècle. D’autres bâtiments d’intérêt architectural sont le Théâtre Espagnol, le Bâtiment Simeón et l’Ateneo de Madrid.
Des pièces essentielles de la dramaturgie espagnole du xxe siècle ont également été mises en scène dans ce quartier, comme le grotesque Luces de bohemia de Ramón del Valle Inclán.
Depuis le troisième quart du xxe siècle, la zone a concentré une grande partie de l’activité nocturne dans les bars, les tavernes, les discothèques et d’autres lieux autour de la Calle de las Huertas et de la Plaza de Santa Ana. Le 22 septembre 2008, le quartier est passé sous la zone résidentielle prioritaire de la mairie de Madrid, la circulation routière étant restreinte dans une grande partie de ses rues (à l’exception des résidents, des transports publics, des services et des urgences), et les zones piétonnes ont été élargies. Le projet original a été réalisé par l’architecte suisse Werner Durrer (résident de la région à l’époque) à la demande d’hommes d’affaires locaux. Le projet final, cependant, a été réalisé par l’EMVS (Société municipale de logement et de terrain) sous la direction de l’architecte municipal Juan Armindo. La rue Huertas a remporté le « Prix de l’urbanisation des publics de la Mairie de Madrid en 2004 et la médaille du Prix Europa Nostra en 2005 ».C’est actuellement l’un des quartiers du quartier Centre avec la plus forte touristification en raison du nombre élevé d’appartements touristiques, de la plus grande perte de magasins traditionnels, remplacés par des restaurants, des bars et des cafétérias pour répondre à la demande touristique et avec la plus forte augmentation du prix des loyers.